# Grobna kapela obitelji Erdödy
Grobna kapela obitelji Erdödy nalazi se u naselju Gornje Ladanje, općina Vinica. Nastala je krajem 19. stoljeća, neposredno nakon smrti grofa Ivana N. Erdödija, koji je umro u Grazu 1879. godine, da bi poslužila kao grobna kapela za grofa i njegovu suprugu. Kapela nije bila predviđena da se u njoj održava misa i unutra su se nalazili samo sarkofazi i mramorna škropionica. Posvećena je Majci Božjoj Čenstohovskoj. Kapela je izgrađena u neoromaničkom stilu, križnog je tlocrta, s ulazom okrenutim na sjever i polukružnom apsidom orjentiranom na jug.

## Zaštita
Pod oznakom Z-1578 zavedeno je kao nepokretno kulturno dobro - pojedinačno, pravna statusa zaštićena kulturnog dobra, klasificirano kao "sakralna građevina".